# Klokkeren fra Notre Dame (musical)
 For alternative betydninger, se Klokkeren fra Notre Dame (flertydig). (Se også artikler, som begynder med Klokkeren fra Notre Dame)
Klokkeren fra Notre Dame er en dansk musical af Sebastian baseret på Victor Hugos roman fra 1831. Den blev oprindeligt skrevet til teatergruppen Mastodonterne, som opførte musicalen ved urpremieren i Cirkusbygningen i København i marts 2002. I 2004 fandt den vej til den professionelle scene på Folketeatret med efterfølgende Danmarksturné i samarbejde med Det Danske Teater.

## Opførelser
Fredericia Teater 2019 (genopsætning) NB! Disneys udgave - ikke Sebastians! Musik af Alan Menken
Fredericia Teater 2016 NB! Disneys udgave - ikke Sebastians! Musik af Alan Menken

### Folketeatret og Det Danske Teater 2004
- Instruktion: Ina-Miriam Rosenbaum
- Scenografi: Jan de Neergaard
- Koreografi: Ann Crosset
- Musikalsk arrangement: Bent Lundgaard
- Kapelmester: Morten Wedendahl
- Bearbejdelse: Ebbe Knudsen

Medvirkende:
- Quasimodo – Benjamin Boe Rasmussen
- Esmeralda -Rahel Yebio
- Frollo – Henrik Weel
- Phobus – Jesper Vigant
- Fleur de Lys – Christiane G. Koch
- Diane de Lys – Julie Lund
- Madame de Lys – Lotte Olsen
- Clopin – Donald Andersen